# Echoes of Sufi Dances
Echoes of Sufi Dances è un album in lingua inglese del cantautore italiano Franco Battiato, pubblicato nel 1985 in Italia dalla EMI e negli Stati Uniti d'America dalla Capitol Records.
Dell'album uscì nello stesso anno una versione cantata in spagnolo intitolata Ecos de danzas sufi.

## Descrizione
L'album fu un tentativo di portare alla fama Franco Battiato nei paesi anglosassoni. Furono pertanto tradotti i brani più celebri del periodo pop del cantautore siciliano. Le canzoni precedenti all'album Mondi lontanissimi, furono riarrangiate in chiave elettronica per uniformarle ai pezzi più recenti.
Up patriots to arms, la canzone d'apertura, venne adattata in inglese dalla cantante Marva Jan Marrow. Il brano inizia con una telefonata di una donna americana che racconta di stare ascoltando un disco di un cantautore italiano.
Parte di Lover's Season venne poi riproposta da Battiato durante il tour 1997 a supporto de L'imboscata, cantata dalla corista Nicole Walker Smith.
L'album non ebbe però grande successo sul suolo americano, a causa di una promozione pressoché nulla. Inizialmente era prevista una tournée statunitense di Battiato, ma venne annullata all'ultimo per permettere all'artista di concentrarsi sulla composizione dell'opera Genesi.
Altro motivo dell'insuccesso furono le traduzioni fin troppo letterali, che rendevano i testi forzati. Anni dopo Battiato commenterà:
(Franco Battiato, Pronipote dei padri del deserto)

## Ecos de danzas sufi
Dell'album è uscita una versione cantata in spagnolo intitolata Ecos de danzas sufi. Anch'essa contiene nove brani tra i più famosi del cantautore del periodo 1980-85 riscritti in castigliano. Rispetto alla versione inglese, include i tre brani Centro de gravedad, Cucurrucucú e Sentimiento nuevo al posto di The King of the World, Temporary Road e I Want to See You as a Dancer. L'edizione spagnola è stata venduta in Argentina col titolo Sentimiento Nuevo.

## Tracce
Testi di Franco Battiato, musiche e arrangiamenti di Franco Battiato e Giusto Pio.

### Versione inglese

#### Lato A
1. Up Patriots to Arms – 5:22
2. No Time No Space – 3:24
3. Chan-son Egocentrique – 4:12
4. The King of the World – 3:27

Durata totale: 16:25

#### Lato B
1. Temporary Road – 2:47
2. Lover’s Season – 3:46
3. I Want to See You as a Dancer – 3:28
4. The Trains of Tozeur – 3:08
5. The Animal – 3:18

Durata totale: 16:27

### Versione spagnola

#### Lato A
1. Centro de gravedad – 3:39
2. Sentimiento nuevo – 3:55
3. No Time No Space – 3:23
4. Los trenes de Tozeur – 3:17
5. El animal – 3:20

Durata totale: 17:34

#### Lato B
1. Up Patriots to Arms – 4:37
2. La estación de los amores – 3:46
3. Chan-son egocentrique – 4:11
4. Cucurrucucú – 4:07

Durata totale: 16:41